# 1991 w filmie
Wydarzenia filmowe w 1991 roku.

## Premiery

### Filmy polskie
| Data            | Tytuł filmu                             | Kraj   | Reżyseria            | Obsada |
| --------------- | --------------------------------------- | ------ | -------------------- | --- |
| 20 stycznia     | Śmierć dziecioroba                      | Polska | Wojciech Nowak       | Marek Kasprzyk, Anna Majcher, Beata Tyszkiewicz, Henryk Bista                                                                                       |
| 23 stycznia     | Nad rzeką, której nie ma                | Polska | Andrzej Barański     | Marek Bukowski, Mirosław Baka, Tomasz Hudziec, Andrzej Mastalerz                                                                                    |
| 4 lutego        | Tajemnica puszczy                       | Polska | Andrzej Barszczyński | Rafał Zwierz, Karolina Lutczyn, Gustaw Lutkiewicz, Ryszard Kotys, Andrzej Precigs                                                                   |
| 15 Lutego       | Niż Żywy                                | Polska | Floyd Mutrux         | Ewa Sałacka,Upendra Rao,Bogusław Sobczuk,Dariusz Kordek,John Amplas                                                                                 |
| 19 lutego       | Femina                                  | Polska | Piotr Szulkin        | Hanna Dunowska, Alina Janowska, Hanna Skarżanka, Ewa Frąckiewicz, Ewa Sałacka                                                                       |
| 3 marca         | Życie za życie. Maksymilian Kolbe       | /      | Krzysztof Zanussi    | Christoph Waltz, Edward Żentara, Artur Barciś, Gustaw Lutkiewicz, Krzysztof Zaleski                                                                 |
| 8 kwietnia      | Seszele                                 | Polska | Bogusław Linda       | Zbigniew Zamachowski, Tadeusz Szymków, Hanna Polk, Marek Walczewski Grażyna Szapołowska, Grzegorz Ciechowski, Cezary Harasimowicz, Zdzisław Kuźniar |
| 12 kwietnia     | Pogrzeb kartofla                        | Polska | Jan Jakub Kolski     | Franciszek Pieczka, Adam Ferency, Mariusz Saniternik, Ewa Żukowska, Grażyna Błęcka-Kolska                                                           |
| 30 kwietnia     | Powrót                                  | Polska | Bozivoj Zeman        | Irena Eichlerówna, Celina Niedźwiecka, Helena Buczyńska, Alina Janowska, Hanka Bielicka                                                             |
| 1 czerwca       | Latające machiny kontra Pan Samochodzik | Polska | Janusz Kidawa        | Piotr Krukowski, Małgorzata Markiewicz, Jaś Strumiłło, Joanna Jędryka, Witold Pyrkosz                                                               |
| 23 lipca        | Powroty                                 | Polska | Andrzej Mol          | Iga Cembrzyńska, Jerzy Bińczycki, Ewa Ziętek |
| 12 września     | Panny i wdowy                           | Polska | Janusz Zaorski       | Maja Komorowska, Katarzyna Figura, Ewa Dałkowska, Maria Gładkowska, Joanna Szczepkowska                                                             |
| 27 września     | Trzy dni bez wyroku                     | Polska | Wojciech Wójcik      | Artur Żmijewski, Lucyna Zabawa, Jerzy Bończak, Witold Pyrkosz, Edward Linde-Lubaszenko                                                              |
| 6 października  | Podwójne życie Weroniki                 | /      | Krzysztof Kieślowski | Irène Jacob, Philippe Volter, Halina Gryglaszewska, Sandrine Dumas, Jerzy Gudejko                                                                   |
| 11 października | Kroll                                   | Polska | Władysław Pasikowski | Olaf Lubaszenko, Bogusław Linda, Cezary Pazura, Dariusz Kordek, Ewa Bukowska                                                                        |
| 14 października | Niech żyje miłość                       | Polska | Ryszard Ber          | Marek Probosz, Katarzyna Walter-Sakowitch, Jerzy Bończak, Marcin Troński                                                                            |
| 15 października | In flagranti                            | Polska | Wojciech Biedroń     | Bogusław Linda, Ewa Skibińska, Małgorzata Foremniak-Jędruszczak, Halina Rasiakówna                                                                  |
| 25 października | V.I.P.                                  | /      | Juliusz Machulski    | Wojciech Malajkat, Liza Machulska, Paul Barge, Jan Peszek, Tomasz Mędrzak                                                                           |
| 28 października | Dziecko szczęścia                       | Polska | Sławomir Kryński     | Ewa Gawryluk, Marek Cichucki, Monika Bolly, Piotruś Walczewski                                                                                      |
| 22 listopada    | Kuchnia polska                          | Polska | Jacek Bromski        | Marek Kondrat, Krystyna Janda, Krzysztof Kolberger, Piotr Machalica, Wiktor Zborowski                                                               |
| 30 listopada    | Zakład                                  | Polska | Teresa Kotlarczyk    | Grażyna Trela, Jan Peszek, Paweł Królikowski, Mariusz Bonaszewski                                                                                   |
| 13 grudnia      | Rozmowy kontrolowane                    | Polska | Sylwester Chęciński  | Stanisław Tym, Krzysztof Kowalewski, Irena Kwiatkowska, Alina Janowska                                                                              |
| 18 grudnia      | Skarga                                  | Polska | Jerzy Wójcik         | Magda Teresa Wójcik, Henryk Boukołowski, Danuta Szaflarska, Rafał Zwierz, Karolina Lutczyn                                                          |

### Filmy zagraniczne
- Aż na koniec świata
- Beethoven (film)
- Bugsy – reż. Barry Levinson
- Delicatessen – reż. Marc Caro, Jean-Pierre Jeunet
- JFK
- Showboy
- Makiusap ka sa Diyos
- Milczenie owiec
- Naga broń 2½: Kto obroni prezydenta? (The Naked Gun 2½: The Smell of Fear)
- Noc na Ziemi – reż. Jim Jarmusch
- Piękna i Bestia
- Riki-Oh: Historia Rikiego
- Sliver
- Smażone zielone pomidory – reż. Jon Avnet
- Terminator 2: Dzień sądu reż. James Cameron
- 3 września
  - Edward II, reż. Derek Jarman

## Nagrody filmowe

### Oskary
- Najlepszy film – Milczenie owiec
- Najlepszy aktor – Anthony Hopkins Milczenie owiec
- Najlepsza aktorka – Jodie Foster Milczenie owiec
- Wszystkie kategorie: Oskary w roku 1991

### Festiwal w Cannes
- Złota Palma: Joel i Ethan Coenowie – Barton Fink

### Festiwal w Berlinie
- Złoty Niedźwiedź: Marco Ferreri – Dom uśmiechów

### Festiwal w Wenecji
- Złoty Lew: Nikita Michałkow – Urga

### XVIFestiwal Polskich Filmów Fabularnych
- Grand Prix nie przyznano

## Urodzili się
- 10 lutego – Emma Roberts, amerykańska aktorka
- 23 Maja - Robert Edelman, kannada/polski aktorka

## Zmarli
- 1 stycznia – Ada Rusowicz, polska aktorka i piosenkarka (ur. 1944)
- 21 stycznia – Witold Kałuski, polski aktor (ur. 1922)
- 31 stycznia – Mieczysław Voit, polski aktor (ur. 1928)
- 2 marca – Serge Gainsbourg, francuski aktor, kompozytor, reżyser i scenarzysta (ur. 1928)
- 14 czerwca – Peggy Ashcroft, angielska aktorka
- 1 lipca – Michael Landon, amerykański aktor (ur. 1936)
- 2 lipca – Lee Remick, aktorka amerykańska
- 7 sierpnia – Kalina Jędrusik, polska aktorka (ur. 1930)
- 3 września – Frank Capra, amerykański reżyser (ur. 1897)
- 14 września – Mieczysław Czechowicz, polski aktor (ur. 1930)
- 20 września – Renata Maklakiewicz, polska aktorka (ur. 1931)
- 3 listopada – Roman Wilhelmi, polski aktor (ur. 1936)
- 5 listopada – Fred MacMurray, aktor
- 6 listopada – Gene Tierney, amerykańska aktorka (ur. 1920)
- 9 listopada – Yves Montand, francuski aktor i piosenkarz (ur. 1921)
- 13 listopada – Henryk Borowski, polski aktor (ur. 1910)
- 29 listopada – Ralph Bellamy, amerykański aktor